# Papagal gri african
Papagalul gri african (Psittacus erithacus), numit și jaco sau iaco, este un papagal african din familia Psittacidae.  Aspectul său este inconfundabil, cu ciocul său negru, penajul gri și coada roșie. Este amenințat de pierderea habitatului și de capturarea pentru comerțul ilegal cu animale de companie. Este o pasăre caracterizată prin inteligența sa ridicată și capacitatea de a memora și imita cuvinte.

## Taxonomie
Papagalul gri a fost descris oficial în 1758 de către naturalistul suedez Carl Linnaeus în cea de-a zecea ediție a Systema Naturae. El l-a plasat împreună cu toți ceilalți papagali din genul Psittacus și a creat numele binomial Psittacus erithacus. Linnaeus a specificat în mod eronat localitatea tip „Guinea”: localitatea a fost desemnată mai târziu Ghana în Africa de Vest. Numele genului este latinescul pentru „papagal”. Epitetul specific erithacus este latin și derivă din greaca veche εριθακος (erithakos) pentru o pasăre necunoscută despre care se spunea că imită sunetele umane.
Specia este monotipă; nu sunt acceptate subspecii. Papagalul Timneh a fost tratat anterior ca o subspecie a papagalului gri african, dar acum este considerat o specie separată, în principal pe baza rezultatelor unui studiu genetic și morfologic publicat în 2007.  Deși Linnaeus a plasat toți papagalii cunoscuți de el în genul Psittacus, doar papagalul gri și papagalul Timneh sunt acum atribuite acestui gen.
Clements recunoaște două subspecii:
- Psittacus erithacus erithacus (Linnaeus, 1758) – Coasta de Fildeș până în Kenya, Tanzania, Príncipe, São Tomé și Bioko
- Psittacus erithacus principe (Alexander, 1909) –  Príncipe, o insulă de pe coasta de vest a Africii

Acest lucru este în contrast cu IOC, care îl clasifică în schimb ca subspecie a papagalului Timneh.

## Descriere
|  |

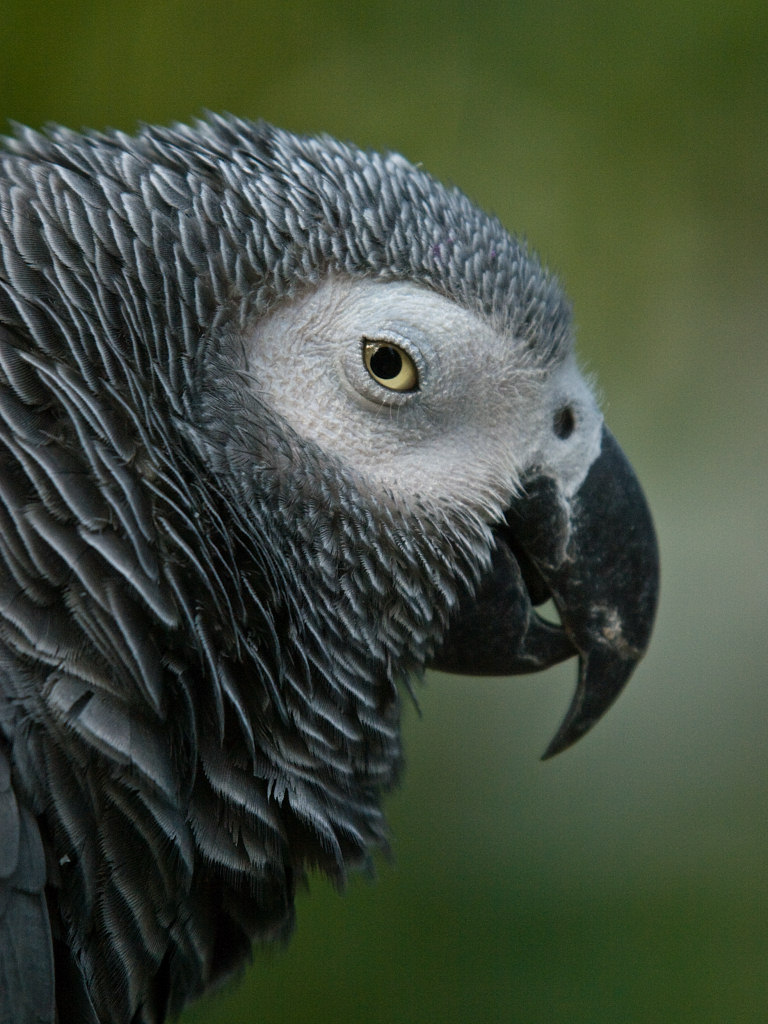
Capul unui papagal gri african

Papagalul gri este de talie medie, predominant cenușiu și cu ciocul negru. Greutatea sa tipică este de 400 g, cu o lungime aproximativă de 33 cm, și o anvergură a aripilor de 46-52 cm. Capul și aripile sunt în general mai întunecate decât corpul. Penele capului și ale corpului au margini ușor albe; penele cozii sunt roșii.
Ambele sexe au un aspect similar. Coloritul puilor este similar cu cel al adulților, dar de obicei ochii lor sunt gri închis spre negru, în comparație cu irișii galbeni ai adulților în jurul pupilelor întunecate, iar partea de sub coadă are nuanțe de gri. Adulții cântăresc 418-526 g.
Papagalii gri pot trăi 40-60 de ani în captivitate, deși durata medie a vieții lor în sălbăticie pare să fie mai scurtă — aproximativ 23 de ani. Ei încep să se reproducă la vârsta de 3–5 ani și depun 3–5 ouă per pontă.

## Distribuție și habitat
Papagalul gri african este originar din Africa ecuatorială, inclusiv Angola, Camerun, Congo, Gabon, Coasta de Fildeș, Ghana, Kenya și Uganda. Specia se găsește în interiorul unui areal care se întinde din Kenya până în partea de est a Coastei de Fildeș. Estimările actuale privind populația globală sunt incerte și variază între 630.000 și 13 milioane de păsări. Populațiile sunt în scădere la nivel mondial. Specia pare să prefere pădurile dense, dar poate fi întâlnită și la marginea pădurilor și în tipuri de vegetație mai deschise, cum ar fi pădurile de galerie și savană.

## Comportament în sălbăticie

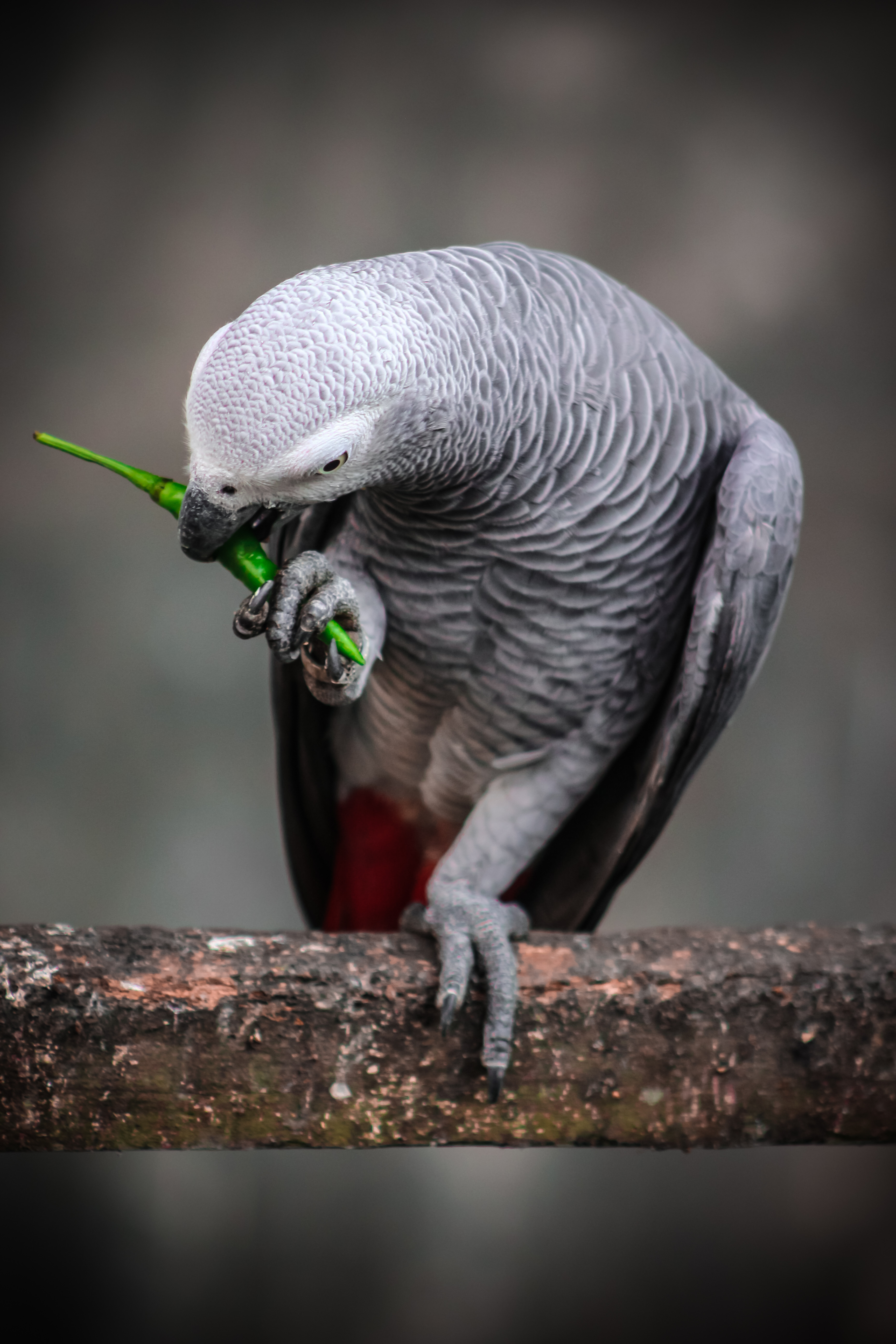

Se cunosc puține lucruri despre comportamentul și activitățile acestor păsări în sălbăticie. Pe lângă lipsa fondurilor pentru cercetare, studierea acestor păsări în sălbăticie poate fi deosebit de dificilă din cauza statutului lor de animale de pradă, care le determină să aibă personalități destul de secretoase. S-a demonstrat că papagalii gri sălbatici pot imita, de asemenea, o mare varietate de sunete pe care le aud, la fel ca rudele lor captive. În Republica Democrată Congo, doi papagali gri înregistrați sonor în timp ce se odihneau aveau un repertoriu de peste 200 de strigăte diferite, inclusiv nouă imitații ale cântecelor altor păsări sălbatice și una a unui liliac.

### Hrana
Papagalii gri africani sunt în principal frugivori, dieta lor constând în cea mai mare parte din fructe, nuci și semințe, inclusiv fructe de palmier de ulei. Uneori mănâncă și flori și scoarță de copac, precum și insecte și melci. În sălbăticie, papagalul gri se hrănește parțial pe sol.

### Reproducere
Papagalii gri sunt reproducători monogami care își fac cuibul în cavitățile copacilor. Fiecare pereche are nevoie de propriul copac pentru cuib. Femela depune între trei și cinci ouă, pe care le incubează timp de 30 de zile, fiind hrănită de partenerul ei. Adulții își apără locurile de cuibărit.
Puii părăsesc cuibul la vârsta de 12 săptămâni, însă părinții au grijă de ei încă 4-5 săptămâni. Se cunosc puține despre comportamentul de curtare al acestei specii în sălbăticie. Cântăresc 12-14 g la ecloziune și 372-526 g când își părăsesc părinții.

## Galerie

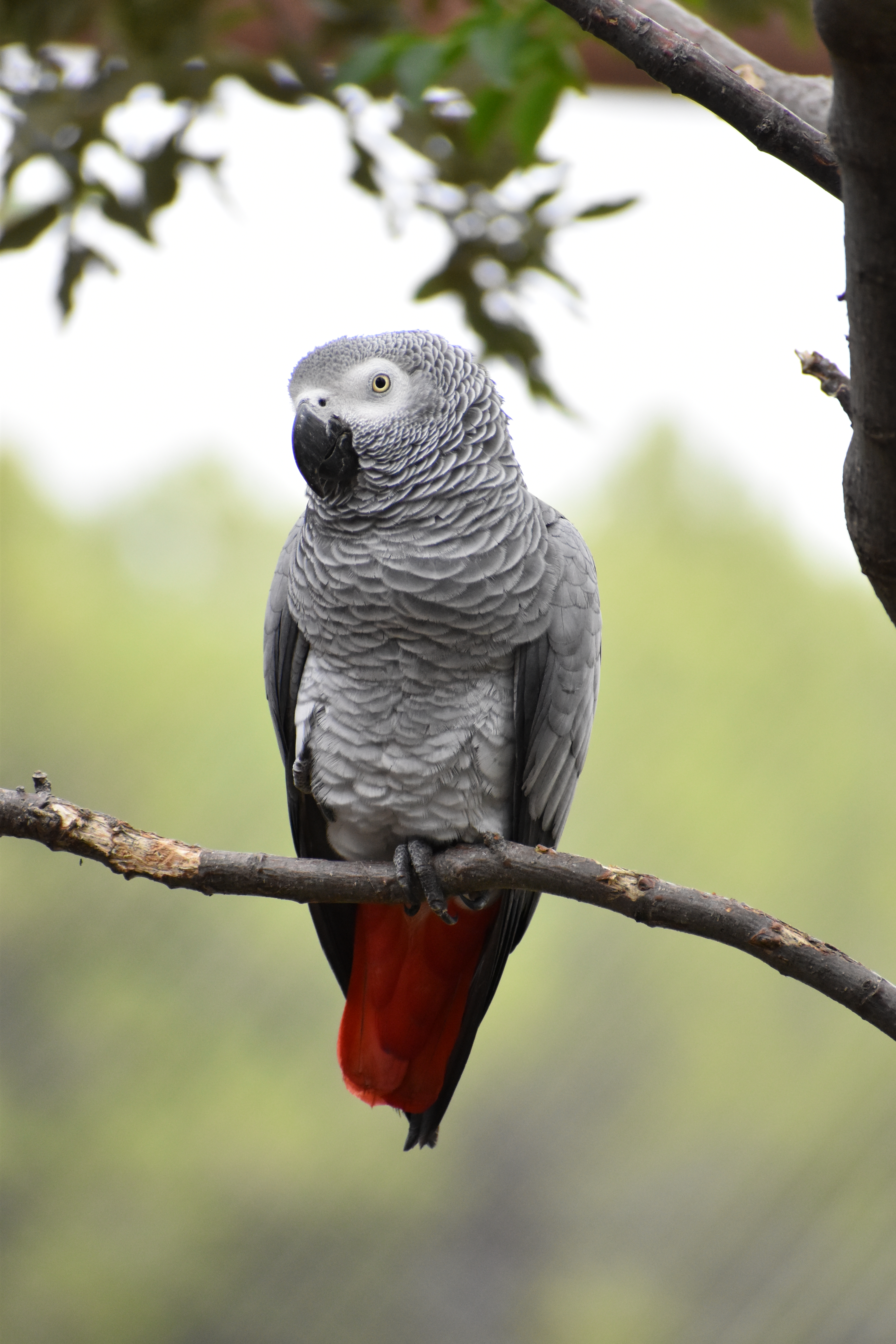
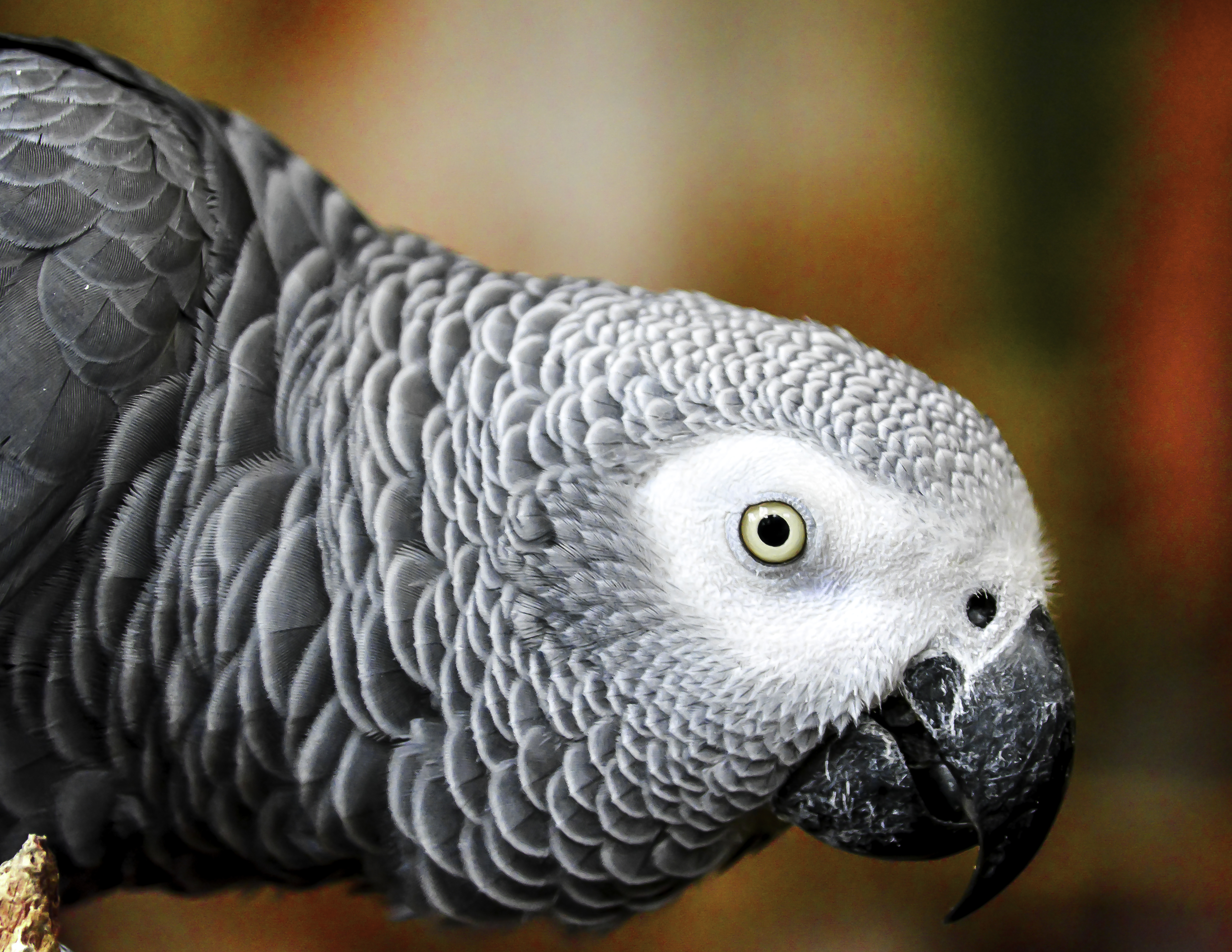
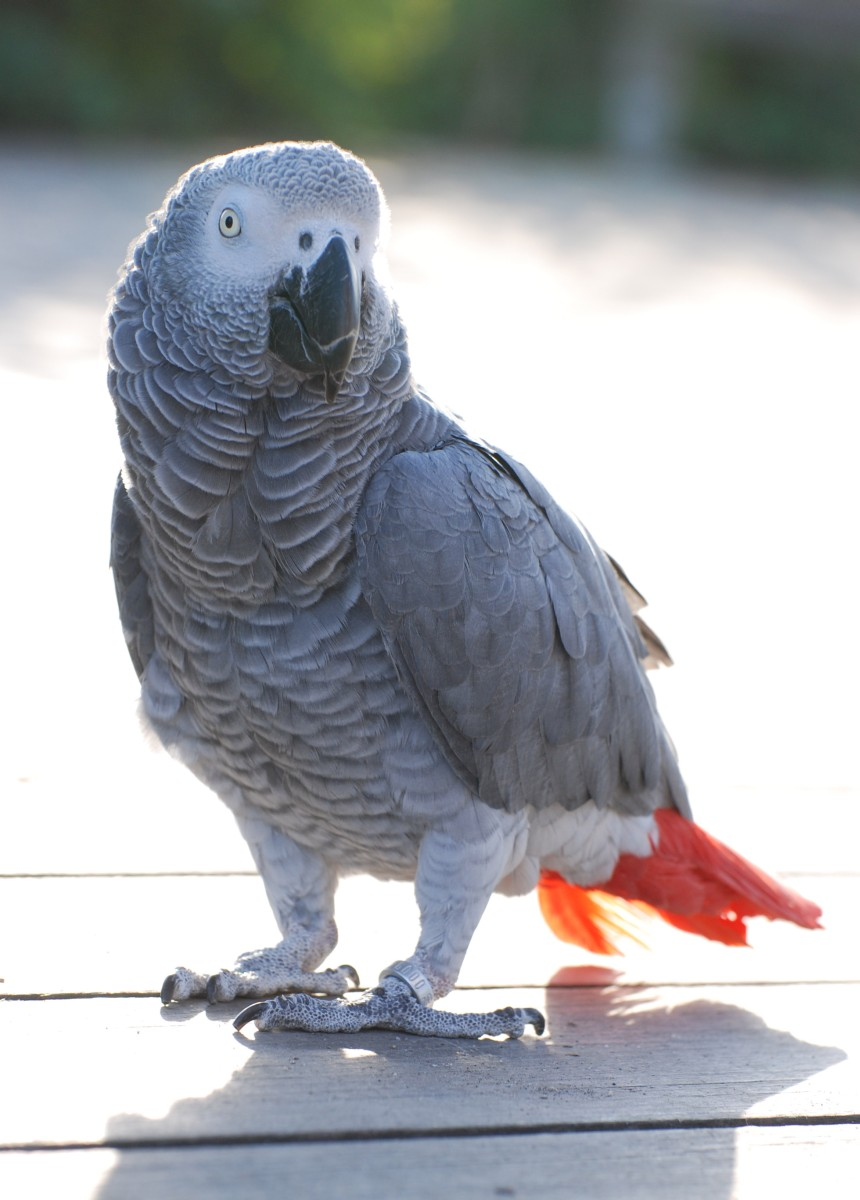
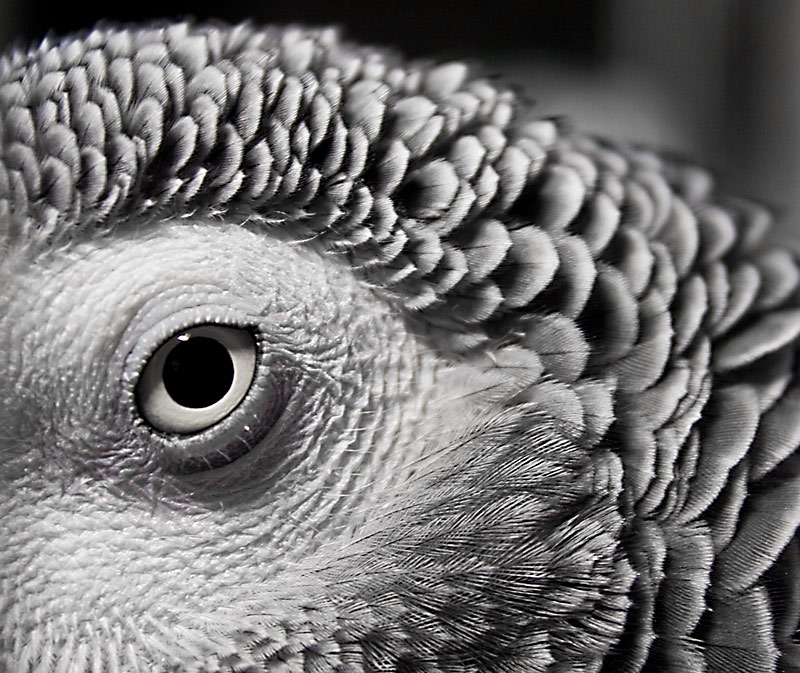
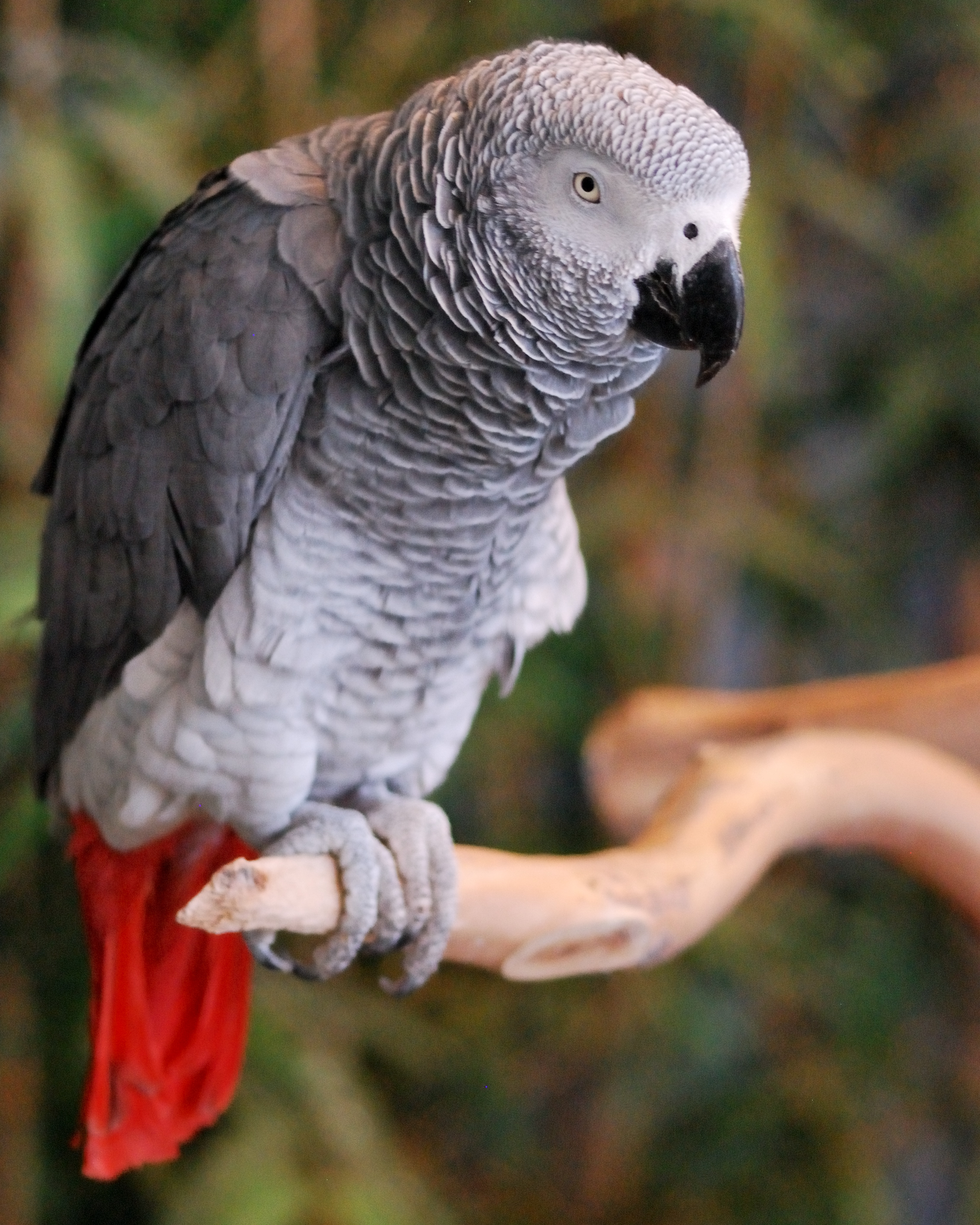